# استبداد آب‌محور
استبداد آب‌محور(امپراتوری هیدرولیک) به ساختار حکومتی و اجتماعی گفته می‌شود که قدرت خود را از طریق در اختیار گرفتن انحصاری منابع آبی حفظ کرده و گسترش می‌دهد. به امپراتوری‌هایی که از این روند پیدا می‌شوند، امپراتوری آب‌محور یا امپراتوری آب‌چیره (انگلیسی: Hydraulic empire) گفته می‌شود.
امپراتوری‌های آب‌چیره در مناطقی ایجاد می‌شوند که کنترل سیلاب و آبیاری، نیازمند هماهنگی قوی متمرکز و دیوان‌سالاری ویژه است.
این بدنه یک ساختار سیاسی است که معمولاً با سیستم سلسله‌مراتب و کنترل مشخص می‌شود و اغلب براساس کاست یا طبقه است.قدرت, هم بر سر منابع (غذا, آب, انرژی) و هم به وسیله نیروی انتظامی مانند ارتش, برای حفظ کنترل حیاتی است.

## تمدن ها
یک تمدن هیدرولیکی توسعه‌یافته کنترل جمعیت خود را با کنترل تامین آب حفظ می‌کند.. این اصطلاح توسط مورخ آلمانی-آمریکایی کارل اوت ویتفوگل ( 1896 - 1988 ) در کتاب خود استبداد شرقی : مطالعه مقایسه ای قدرت کل ( 1957 ) ابداع شد .
ویتفوگل اظهار داشت که چنین "تمدن های هیدرولیکی" - اگرچه نه همه آنها در مشرق زمین قرار داشتند و نه مشخصه همه جوامع شرقی - اساساً با تمدن های جهان غرب متفاوت بودند.
به گفته ویتفوگل، بیشتر تمدن‌های اولیه در تاریخ, مانند مصر باستان, بین‌النهرین, چین, هند, و مکزیک و پرو پیش از کلمبیا , گمان می‌رود که امپراتوری هیدرولیکی بوده‌اند.بیشتر امپراتوری‌های هیدرولیکی در مناطق خشک یا بیابانی وجود داشتند, اما امپراتوری چین نیز به دلیل نیاز شدید به کشت برنج دارای چنین ویژگی‌هایی بود.

## بررسی ها
ویتفوگل استدلال می کند که آب و هوا باعث شده است که برخی از نقاط جهان سطوح بالاتری از تمدن را نسبت به سایر نقاط توسعه دهند. او به دلیل این ادعا که آب و هوا در مشرق زمین منجر به حکومت استبدادی شده است مشهور است.
این جبر زیست محیطی زمانی مطرح می شود که در نظر بگیریم در جوامعی که بیشترین کنترل در آنها به نمایش گذاشته شده است، معمولاً به دلیل نقش مرکزی منبع در فرآیندهای اقتصادی و طبیعت محدود یا محدود آن از نظر زیست محیطی وجود دارد. این امر کنترل عرضه و تقاضا را آسانتر کرد و اجازه داد تا انحصار کاملتری ایجاد شود و همچنین از استفاده از منابع جایگزین برای جبران جلوگیری شود.
در تز ویتفوگل، دولت امپراتوری هیدرولیک معمولی، برخلاف فئودالیسم غیرمتمرکز اروپای قرون وسطی، بسیار متمرکز است، بدون هیچ اثری از اشرافیت مستقل. اگرچه جوامع قبیله‌ای ساختارهایی داشتند که معمولاً ماهیت شخصی داشتند، که توسط یک پدرسالار بر روی یک گروه قبیله‌ای مرتبط با درجات مختلف خویشاوندی اعمال می‌شد، سلسله مراتب هیدرولیکی باعث ایجاد نهاد دائمی دولت غیرشخصی شد. انقلاب مردمی در چنین حالتی غیرممکن بود: یک سلسله ممکن بود از بین برود یا با زور سرنگون شود، اما رژیم جدید تفاوت بسیار کمی با رژیم قبلی داشت. امپراتوری های هیدرولیک تنها توسط فاتحان خارجی نابود شدند.
ایده‌های ویتفوگل، زمانی که در مورد چین به کار می‌رفت، توسط محققانی مانند جوزف نیدهام که اساساً استدلال می‌کردند که ویتفوگل به دلیل ناآگاهی از تاریخ اصلی چین عمل می‌کرد، به شدت مورد انتقاد قرار گرفته است. نیدهام استدلال کرد که دولت چین مستبد نبود، تحت سلطه کشیشان نبود، شورش های دهقانی زیادی داشت، و دیدگاه ویتفوگل به ضرورت و حضور بوروکراسی در تمدن مدرن غربی نمی پردازد.رابرت ال. انتقادی از نظریه ویتفوگل، در مجله Science در اوت 1970 نوشت: «این نظریه اخیراً با مشکلاتی روبرو شده است.